# Bandamax
Bandamax es un canal de televisión por suscripción latinoamericano de origen mexicano fundado el 1 de diciembre de 1996, dedicado a la música regional mexicana. Su programación consiste en vídeos musicales, noticias y entrevistas con los representantes de este género. Es propiedad de TelevisaUnivision y operado por Televisa Networks.

## Historia
Bandamax fue lanzado el 1 de diciembre de 1996. En un inicio, el canal tenía conductores (también conocido como VJs) y programas propios. Sin embargo, a finales de 1998, su programación pasó a ser solo videos musicales. 
En noviembre de 2003, Bandamax fue lanzado oficialmente en Estados Unidos. Dos años después, en 2005, por pedido de la audiencia del canal, Bandamax vuelve a incorporar programas de producción original. En 2008, Dish México añadió al canal en su guía de programación.
El 17 de enero de 2009, Bandamax renovó su imagen con la finalidad de mantenerse dentro de la preferencia y gusto del público con la variedad de géneros gruperos existentes y programas.
En mayo de 2020, Bandamax estrenó especiales de comedia transmitidos por Telehit.
El 28 de septiembre de 2020, Bandamax se renueva con nueva imagen y la mejor programación de videos musicales y entretenimiento.
El 1 de diciembre de 2021, se realizó un concierto especial para el canal en conmemoración de sus 25 años al aire desde el Palacio de los Deportes con artistas y agrupaciones favoritos a disfrutar de su música y entrega de reconocimientos.
El 14 de febrero de 2022, Bandamax cambió su programación y estrenaron nuevos programas como Buenas Banda XBMX, Al son de la calle y Las Consagradas de Bandamax.

## Premios Bandamax
Los Premios Bandamax se realizaron el 24 de octubre de 2012 en el Palacio de los Deportes en la Ciudad de México. Santiago Kuribreña, director de publicidad y promoción de Televisa Networks, quién habló sobre el cértamen, el canal cumplió 16 años al aire al presente y por su parte Miguel Ángel Fox, el productor general, participó como productor de la entrega de los premios de los artistas del regional mexicano.

## Logotipos

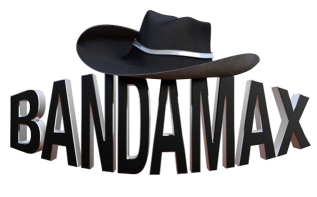
2015-2017
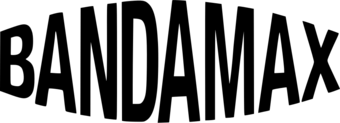
2017-2020
Desde 2020